# Нойкинский сельсовет
Нойкинский сельсовет — сельское поселение в Бугурусланском районе Оренбургской области Российской Федерации.
Административный центр — село Нойкино.

## История
9 марта 2005 года в соответствии с законом Оренбургской области № 1895/321-III-ОЗ образовано сельское поселение Нойкинский сельсовет, установлены границы муниципального образования.

## Население
| 2010 | 2012 | 2013 | 2014 | 2015 | 2016 | 2017 |
| ---- | ---- | ---- | ---- | ---- | ---- | ---- |
| 831  | ↘816 | ↘775 | ↘758 | ↘751 | ↘741 | ↘740 |
| 2018 | 2019 | 2020 | 2021 |      |      |      |
| ↘712 | ↘674 | ↘663 | ↘643 |      |      |      |

## Состав сельского поселения
| № | Населённый пункт | Тип населённого пункта       | Население |
| - | ---------------- | ---------------------------- | --------- |
| 1 | Новое Тюрино     | село                         | 31        |
| 2 | Нойкино          | село, административный центр | 450       |
| 3 | Старое Тюрино    | село                         | 350       |